# Municipio Huacaraje
Das Municipio Huacaraje ist ein Verwaltungsbezirk im Departamento Beni im südamerikanischen Anden-Staat Bolivien.

## Lage im Nahraum
Das Municipio Huacaraje ist eines von drei Municipios der Provinz Iténez und liegt im südwestlichen Teil der Provinz. Es grenzt im Norden an das Municipio Magdalena, im Westen an die Provinz Mamoré, im Süden an die Provinz Cercado und im Osten an das Municipio Baures.
Der zentrale Ort des Municipios ist die Landstadt Huacaraje mit 2053 Einwohnern (Volkszählung 2012) im nordöstlichen Teil des Municipios.

## Geographie
Das Municipio Huacaraje liegt im bolivianischen Tiefland knapp einhundert Kilometer südwestlich der Grenze zu Brasilien. Das Klima im Raum Huacaraje ist gekennzeichnet durch eine für die Tropen typische ausgeglichene Temperaturkurve mit nur geringen Schwankungen.
Das jährliche Temperaturmittel beträgt knapp 27 °C, die Monatswerte schwanken zwischen 25 °C im Juni/Juli und 28 °C im Monat Oktober. Der Jahresniederschlag beträgt mehr als 1.400 mm, mit einer deutlichen Feuchtezeit von November bis März, und einer Trockenzeit in den Monaten Juni bis August.

## Bevölkerung
Die Einwohnerzahl des Municipios Huacaraje hat zwischen 1992 und 2024 um etwa ein Drittel zugenommen:
| Jahr | Einwohner | Quelle       |
| ---- | --------- | ------------ |
| 1992 | 3355      | Volkszählung |
| 2001 | 3706      | Volkszählung |
| 2012 | 4111      | Volkszählung |
| 2024 | 4628      | Volkszählung |

Die Bevölkerungsdichte des Municipios bei der letzten Volkszählung von 2012 betrug 0,85 Einwohner/km², der Anteil der städtischen Bevölkerung lag bei 49,9 Prozent. Die Lebenserwartung der Neugeborenen im Jahr 2001 betrug 66,7 Jahre.
Der Alphabetisierungsgrad bei den über 19-Jährigen beträgt 90,7 Prozent, und zwar 93,7 Prozent bei Männern und 86,6 Prozent bei Frauen. (2001)

## Politik
Ergebnis der Regionalwahlen (concejales del municipio) vom 4. April 2010:
| Wahl- berechtigte |  | Wahl- beteiligung | gültige Stimmen |  | PRIMERO | MNR-PUEBLO | MAS-IPSP |
| ----------------- |  | ----------------- | --------------- |  | ------- | ---------- | -------- |
| 1.586             |  | 1.457             | 1.339           |  | 593     | 436        | 310      |
|                   |  | 91,9 %            | 91,9 %          |  | 44,3 %  | 32,6 %     | 23,2 %   |

Ergebnis der Regionalwahlen (elecciones de autoridades políticas) vom 7. März 2021:
| Wahl- berechtigte |  | Wahl- beteiligung | gültige Stimmen |  | MAS-IPSP | MTS     | TODOS   | CAMBIEMOS | AHORA! |
| ----------------- |  | ----------------- | --------------- |  | -------- | ------- | ------- | --------- | ------ |
| 2.084             |  | 1.778             | 1.584           |  | 531      | 440     | 381     | 189       | 35     |
|                   |  | 85,32 %           | 89,09 %         |  | 33,52 %  | 27,78 % | 24,05 % | 11,93 %   | 2,21 % |

## Gliederung
Das Municipio gliederte sich bei der letzten Volkszählung von 2012 in die folgenden beiden Kantone (cantones):
- 08-0803-01 Kanton Huacaraje – 136 Ortschaften – 3.002 Einwohner (2001: 2.521 Einwohner)
- 08-0803-02 Kanton El Carmen – 5 Ortschaften – 1.099 Einwohner (2001: 1.185 Einwohner)

## Ortschaften im Municipio Huacaraje
- Kanton Huacaraje
  - Huacaraje 2053 Einw.

- Kanton El Carmen
  - El Carmen 1059 Einw.